# Wonder (나카모리 아키나의 음반)
《Wonder》(원더)는 일본의 여가수 나카모리 아키나(中森明菜)의 기획 미니 음반으로 1988년 6월 1일에 발매하였다. (CD: 28XL-194, GOLD CD: 43XL-2001)
그녀의 아홉 번째 정규 음반인 《불가사의》의 수록곡 중 다섯 개를 선정, 새로 녹음하고 리믹스한 버전을 미니 음반에 다시 수록하였다. 이 덕분에 《불가사의》에서 선보였던 디스토션 처리로 이질적으로 들렸던 보컬과는 다르게, 이번에는 평상시처럼 믹싱 작업을 거쳐서 보컬이 또렷하게 들린다는 점이다. 음반 밑에는 “NEW VOCAL WITH RE-MIXED VERSION”이 쓰여져 있다. 또한 이번 음반에는 신곡인 〈불가사의〉도 추가되었다. CD저널은 열대와 온대가 어울러진 여자의 여름 휴가를 청량하고 요염하게 묘사하고 있다 평하였다.
1988년 6월 13일, 오리콘 주간 앨범 차트에 2위로 진입하여, 총 8주 동안 2위에 머무르고 정상에 오르진 못했다. 이후 차트 톱100에도 2주간 자리를 지켜, 총 10주 동안 차트에 머물렀다.

## 수록곡
| #            | 제목                                               | 작사              | 작곡              | 편곡                                       | 재생 시간 |
| ------------ | -------------------------------------------------- | ----------------- | ----------------- | ------------------------------------------ | --------- |
| 1.           | 〈〈Labyrinth〉〉                                  | 아소 게이코       | EUROX             | EUROX                                      | 4:58      |
| 2.           | 〈〈잉걸불〉(燠火 오키비[*])〉                     | 요시다 미나코     | 요시다 미나코     | 요시다 미나코, 시이나 카즈오 (브라스 편곡) | 4:16      |
| 3.           | 〈〈불가사의〉(不思議 후시기[*])〉                 | 요시다 미나코     | 요시다 미나코     | 이노우에 아키라                            | 4:34      |
| 4.           | 〈〈유리의 마음〉(ガラスの心 가라스노 코코로[*])〉 | SANDII            | 구보타 마코토     | 이노우에 아키라                            | 4:31      |
| 5.           | 〈〈마리오네트〉(マリオネット 마리오네토[*])〉     | 야스오카 다카아키 | 야스오카 다카아키 | EUROX                                      | 4:18      |
| 6.           | 〈〈Teen-age blue〉〉                              | 요시다 미나코     | 요시다 미나코     | 시이나 카즈오                              | 4:11      |
| 총 재생 시간 | 총 재생 시간                                       | 총 재생 시간      | 총 재생 시간      | 총 재생 시간                               | 26:48     |